# Radioåret 1980

## Radioprogram

### Sveriges Radio
- 27 september – Hasse Telemar leder 500:e upplagan av Ring så spelar vi.[1]
- 1 december - Årets julkalender är Liv i luckan.[2]

## Födda
- 5 mars - Sanna Bråding, svensk programledare.
- 24 juli - Hanna Hellquist, svensk programledare.

## Avlidna
- 25 augusti – Maud Reuterswärd, 60, svensk författare och radioprofil.[1]

### Fotnoter
1. 1 2   Horisont 1980. Bertmarks
2. ↑  ”1980, Liv i luckan”. Sveriges Radio. http://sverigesradio.se/barn/julkalendrar/1980.stm. Läst 31 augusti 2015.